# Coupe du monde cycliste féminine de Montréal 1999
La 2e édition de la Coupe du monde cycliste féminine de Montréal a lieu le 30 mai 1999. C'est la cinquième épreuve de la Coupe du monde. Elle est remportée par l'Australienne Tracey Gaudry.

## Équipes
| Équipes féminines professionnelles (8)- The Greenery Hawk - Ebly - Saturn - Nürnberger Versicherung-Emmi - Edil Savino - Gas Sport Team - Timex - Acca Due O-Lorena Camicie Équipe féminine amateur- Elita |
| |

## Parcours
L'ascension du Mont Royal est la principale difficulté du parcours dont le tour fait 8,3 km est parcouru 11 fois.

## Récit de la course
Dans le dixième tour, Tracy Gaudry et Lyne Bessette attaquent. Elles ne sont jamais reprises. Dans le sprint à deux, l'Australienne s'impose. Derrière, Anna Wilson règle le sprint du groupe d'une quinzaine de poursuivantes.

## Classements

### Classement final
| \| Classement général \| Classement général \| Classement général \| Classement général \| Classement général \| \| Coureuse \| Coureuse \| Pays \| Équipe \| Temps \| \| ------------------ \| ------------------- \| ------------------ \| ------------------------------ \| ------------------ \| \| 1re \| Tracey Gaudry \| Australie \| Ebly \| 2 h 43 min 07 s \| \| 2e \| Lyne Bessette \| Canada \| Saturn \| + 11 s \| \| 3e \| Anna Wilson \| Australie \| Saturn \| + 1 min 01 s \| \| 4e \| Susy Pryde \| Nouvelle-Zélande \| Saturn \| + 1 min 02 s \| \| 5e \| Catherine Marsal \| France \| Edil Savino \| + 1 min 02 s \| \| 6e \| Barbara Heeb \| Suisse \| Nürnberger Versicherung - Emmi \| + 1 min 02 s \| \| 7e \| Heidi Van de Vijver \| Belgique \| Vlaanderen 2002 Ladies \| + 1 min 02 s \| \| 8e \| Julie Young \| États-Unis \| Timex \| + 1 min 02 s \| \| 9e \| Pia Sundstedt \| Finlande \| Gas Sport Team \| + 1 min 02 s \| \| 10e \| Diana Žiliūtė \| Lituanie \| Acca Due O-Lorena Camicie \| + 1 min 02 s \| |                     |                  |                                |                 |
| |                     |                  |                                |                 |
| |                     |                  |                                |                 |
| Classement général |                     |                  |                                |                 |
| Coureuse | Coureuse            | Pays             | Équipe                         | Temps           |
| 1re | Tracey Gaudry       | Australie        | Ebly                           | 2 h 43 min 07 s |
| 2e | Lyne Bessette       | Canada           | Saturn                         | + 11 s          |
| 3e | Anna Wilson         | Australie        | Saturn                         | + 1 min 01 s    |
| 4e | Susy Pryde          | Nouvelle-Zélande | Saturn                         | + 1 min 02 s    |
| 5e | Catherine Marsal    | France           | Edil Savino                    | + 1 min 02 s    |
| 6e | Barbara Heeb        | Suisse           | Nürnberger Versicherung - Emmi | + 1 min 02 s    |
| 7e | Heidi Van de Vijver | Belgique         | Vlaanderen 2002 Ladies         | + 1 min 02 s    |
| 8e | Julie Young         | États-Unis       | Timex                          | + 1 min 02 s    |
| 9e | Pia Sundstedt       | Finlande         | Gas Sport Team                 | + 1 min 02 s    |
| 10e | Diana Žiliūtė       | Lituanie         | Acca Due O-Lorena Camicie      | + 1 min 02 s    |

## Liste des participantes
| Légende | Légende                                                                                       | Légende | Légende                                                    |
| ------- | --------------------------------------------------------------------------------------------- | ------- | ---------------------------------------------------------- |
| Num     | Dossard de départ porté par le coureur sur cette Coupe du monde cycliste féminine de Montréal | Pos     | Position à l'arrivée de la course                          |
|         | Indique un maillot de champion national ou mondial, suivi de sa spécialité                    | NP      | Indique un coureur qui n'a pas pris le départ de la course |
| AB      | Indique un coureur qui n'a pas terminé la course                                              | HD      | Indique un coureur qui a terminé la course hors des délais |

| Acca Due O-Lorena Camicie ADO | Acca Due O-Lorena Camicie ADO | Acca Due O-Lorena Camicie ADO |
| ----------------------------- | ----------------------------- | ----------------------------- |
| Num                           | Coureuse                      | Pos                           |
| 1                             | Diana Žiliūtė (LTU) (route)   | 10e                           |
| 2                             | Roberta Bonanomi (ITA)        | 29e                           |
| 3                             | Gulnara Fatkúlina (RUS)       | 27e                           |
| 4                             | Sara Felloni (ITA)            | 23e                           |
| 5                             | Gabriella Pregnolato (ITA)    | 30e                           |
| 6                             | Mari Holden (USA)             | 18e                           |
| 7                             | Kathy Watt (AUS)              | 26e                           |

| Nürnberger Versicherung - Emmi NUR | Nürnberger Versicherung - Emmi NUR | Nürnberger Versicherung - Emmi NUR |
| ---------------------------------- | ---------------------------------- | ---------------------------------- |
| Num                                | Coureuse                           | Pos                                |
| 11                                 | Barbara Heeb (SUI)                 | 6e                                 |
| 12                                 | Viola Paulitz (GER)                | 12e                                |

| Vlaanderen 2002 Ladies ___ | Vlaanderen 2002 Ladies ___ | Vlaanderen 2002 Ladies ___ |
| -------------------------- | -------------------------- | -------------------------- |
| Num                        | Coureuse                   | Pos                        |
| 21                         | Heidi Van de Vijver (BEL)  | 7e                         |
| 22                         | Cindy Pieters (BEL)        | 11e                        |

| Edil Savino EDI | Edil Savino EDI        | Edil Savino EDI |
| --------------- | ---------------------- | --------------- |
| Num             | Coureuse               | Pos             |
| 31              | Catherine Marsal (FRA) | 5e              |
| 32              | Sara Savino (ITA)      | 19e             |

| The Greenery Hawk GHT | The Greenery Hawk GHT      | The Greenery Hawk GHT |
| --------------------- | -------------------------- | --------------------- |
| Num                   | Coureuse                   | Pos                   |
| 41                    | Sanna Lehtimäki (FIN)      | 14e                   |
| 42                    | Walentina Polchanowa (RUS) | 20e                   |
| 43                    | Hanka Kupfernagel (GER)    | 21e                   |
| 44                    | Valentina Gerasimova (RUS) | 28e                   |
| 44                    | Meike de Bruijn (NED)      | 22e                   |

| Saturn SAT | Saturn SAT               | Saturn SAT |
| ---------- | ------------------------ | ---------- |
| Num        | Coureuse                 | Pos        |
| 51         | Lyne Bessette (CAN)      | 2e         |
| 52         | Anna Wilson (AUS)        | 3e         |
| 53         | Susy Pryde (NZL) (route) | 4e         |

| Timex TIM | Timex TIM             | Timex TIM |
| --------- | --------------------- | --------- |
| Num       | Coureuse              | Pos       |
| 61        | Julie Young (USA)     | 8e        |
| 62        | Anke Erlank (RSA)     | 13e       |
| 63        | Linda Jackson (CAN)   | 15e       |
| 64        | Pamela Schuster (USA) | 17e       |

| Gas Sport Team GAS | Gas Sport Team GAS  | Gas Sport Team GAS |
| ------------------ | ------------------- | ------------------ |
| Num                | Coureuse            | Pos                |
| 71                 | Pia Sundstedt (FIN) | 9e                 |

| Elita ___ | Elita ___                | Elita ___ |
| --------- | ------------------------ | --------- |
| Num       | Coureuse                 | Pos       |
| 81        | Cybil Di Guistini (CAN)  | 24e       |
| 82        | Susan Palmer-Komar (CAN) | 25e       |
| 83        | Erin Carter (CAN)        | 31e       |

| Ebly EBL | Ebly EBL                    | Ebly EBL |
| -------- | --------------------------- | -------- |
| Num      | Coureuse                    | Pos      |
| 91       | Tracey Gaudry (AUS) (route) | 1re      |

| Sans équipe ___ | Sans équipe ___    | Sans équipe ___ |
| --------------- | ------------------ | --------------- |
| Num             | Coureuse           | Pos             |
| 101             | Leigh Hobson (CAN) | 16e             |

| Acca Due O-Lorena Camicie ADO | Acca Due O-Lorena Camicie ADO | Acca Due O-Lorena Camicie ADO |
| ----------------------------- | ----------------------------- | ----------------------------- |
| Num                           | Coureuse                      | Pos                           |
| 1                             | Diana Žiliūtė (LTU) (route)   | 10e                           |
| 2                             | Roberta Bonanomi (ITA)        | 29e                           |
| 3                             | Gulnara Fatkúlina (RUS)       | 27e                           |
| 4                             | Sara Felloni (ITA)            | 23e                           |
| 5                             | Gabriella Pregnolato (ITA)    | 30e                           |
| 6                             | Mari Holden (USA)             | 18e                           |
| 7                             | Kathy Watt (AUS)              | 26e                           |

| Nürnberger Versicherung - Emmi NUR | Nürnberger Versicherung - Emmi NUR | Nürnberger Versicherung - Emmi NUR |
| ---------------------------------- | ---------------------------------- | ---------------------------------- |
| Num                                | Coureuse                           | Pos                                |
| 11                                 | Barbara Heeb (SUI)                 | 6e                                 |
| 12                                 | Viola Paulitz (GER)                | 12e                                |

| Vlaanderen 2002 Ladies ___ | Vlaanderen 2002 Ladies ___ | Vlaanderen 2002 Ladies ___ |
| -------------------------- | -------------------------- | -------------------------- |
| Num                        | Coureuse                   | Pos                        |
| 21                         | Heidi Van de Vijver (BEL)  | 7e                         |
| 22                         | Cindy Pieters (BEL)        | 11e                        |

| Edil Savino EDI | Edil Savino EDI        | Edil Savino EDI |
| --------------- | ---------------------- | --------------- |
| Num             | Coureuse               | Pos             |
| 31              | Catherine Marsal (FRA) | 5e              |
| 32              | Sara Savino (ITA)      | 19e             |

| The Greenery Hawk GHT | The Greenery Hawk GHT      | The Greenery Hawk GHT |
| --------------------- | -------------------------- | --------------------- |
| Num                   | Coureuse                   | Pos                   |
| 41                    | Sanna Lehtimäki (FIN)      | 14e                   |
| 42                    | Walentina Polchanowa (RUS) | 20e                   |
| 43                    | Hanka Kupfernagel (GER)    | 21e                   |
| 44                    | Valentina Gerasimova (RUS) | 28e                   |
| 44                    | Meike de Bruijn (NED)      | 22e                   |

| Saturn SAT | Saturn SAT               | Saturn SAT |
| ---------- | ------------------------ | ---------- |
| Num        | Coureuse                 | Pos        |
| 51         | Lyne Bessette (CAN)      | 2e         |
| 52         | Anna Wilson (AUS)        | 3e         |
| 53         | Susy Pryde (NZL) (route) | 4e         |

| Timex TIM | Timex TIM             | Timex TIM |
| --------- | --------------------- | --------- |
| Num       | Coureuse              | Pos       |
| 61        | Julie Young (USA)     | 8e        |
| 62        | Anke Erlank (RSA)     | 13e       |
| 63        | Linda Jackson (CAN)   | 15e       |
| 64        | Pamela Schuster (USA) | 17e       |

| Gas Sport Team GAS | Gas Sport Team GAS  | Gas Sport Team GAS |
| ------------------ | ------------------- | ------------------ |
| Num                | Coureuse            | Pos                |
| 71                 | Pia Sundstedt (FIN) | 9e                 |

| Elita ___ | Elita ___                | Elita ___ |
| --------- | ------------------------ | --------- |
| Num       | Coureuse                 | Pos       |
| 81        | Cybil Di Guistini (CAN)  | 24e       |
| 82        | Susan Palmer-Komar (CAN) | 25e       |
| 83        | Erin Carter (CAN)        | 31e       |

| Ebly EBL | Ebly EBL                    | Ebly EBL |
| -------- | --------------------------- | -------- |
| Num      | Coureuse                    | Pos      |
| 91       | Tracey Gaudry (AUS) (route) | 1re      |

| Sans équipe ___ | Sans équipe ___    | Sans équipe ___ |
| --------------- | ------------------ | --------------- |
| Num             | Coureuse           | Pos             |
| 101             | Leigh Hobson (CAN) | 16e             |

Les dossards ne sont pas connus. Seules les coureuses arrivées sont connues.